# لين أشتون
لين أشتون (بالإنجليزية: Lyn Ashton)‏ هي راكبة الكنو أمريكية، ولدت في 29 نوفمبر 1951.

## وصلات خارجية
- لين أشتون على موقع أوليمبيديا (الإنجليزية)